# جيسيكا ديفيس
جيسيكا ديفيس (بالإنجليزية: Jessica Davis)‏ هي متزلجة جماعية أمريكية، ولدت في 31 أكتوبر 1992.

## وصلات خارجية
- جيسيكا ديفيس على موقع الاتحاد الدولي لألعاب القوى (الإنجليزية)
- جيسيكا ديفيس على موقع IBSF (الإنجليزية)